# Patentkék V
A Patentkék V (E131) (más néven Patent Blue V, Food Blue 5 vagy Sulphan Blue), egy sötétkékes színű élelmiszer-adalékanyag, melyet élelmiszerek színezésére használnak. A [4-(α-(4-dietilaminofenil)-5-hidroxi- 2,4-diszulfofenil-metilidin)-2,5-ciclohexadin-1-ilidin]-dietilammónium-hidroxid nátrium vagy káliumsója. Lila por formájában kapható.
CAS száma: 3536-49-0
SMILES: CCN(CC)c1ccc(cc1)C(=C2C=CC(C=C2)=[N+](CC)CC)c3cc(O)c(OS([O-])=O)cc3OS([O-])=O
Ritkán használt ételfesték. Élelmiszer-adalékként való felhasználása Ausztráliában, USA-ban és Norvégiában tiltott.
Orvosi gyakorlatban a nyirokerek megfestésére, fogászatban fogkőjelző festékként alkalmazzák.
Gyermekek számára nem ajánlott. Elvétve allergiás reakciókat okozhat, melynek tünetei lehetnek bőrviszketés, enyhe rosszullét, alacsony vérnyomás, és ritkán anafilaxiás sokk.